# 렉스 브라운
렉스 브라운(Rex Brown, 1964년 7월 27일 ~ )은 미국의 음악가 겸 작가로서 판테라의 오랜 베이시스트(1982년~2003년)로 가장 잘 알려져 있다. 그는 다운(2001년~2011년)의 전 멤버로, 전 밴드 킬 데빌 힐의 베이시스트다. 2017년 7월 28일 데뷔 솔로 음반 《Smoke on This…》를 발매하였다. 이 음반에는 브라운의 생애 처음으로 베이시스트뿐만 아니라 리드 보컬과 기타리스트로서도 그의 모습을 담았다.
브라운은 2013년 4월 출간된 《Official Truth 101 Proof》이라는 책을 저술했다. 이 책은 판테라의 형성, 경력, 해체를 기록하고 있다.